# Mocsa
Mocsa is een plaats (község) en gemeente in het Hongaarse comitaat Komárom-Esztergom. Mocsa telt 2299 inwoners (2001).

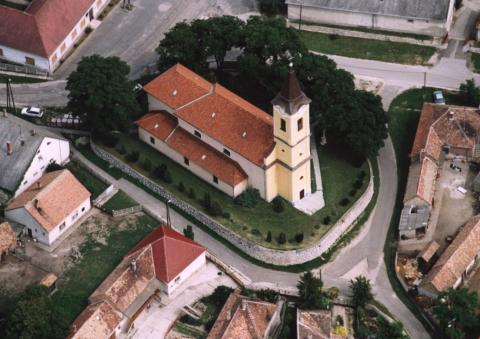
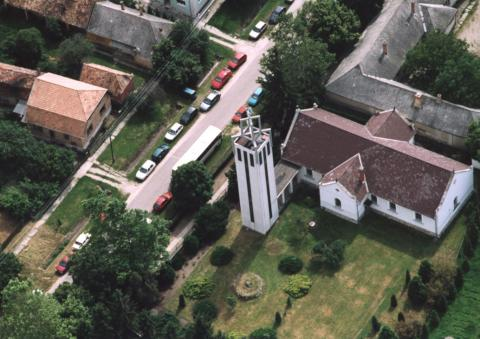